# Moira Shearer
Moira Shearer (* 17. Januar 1926 in Dunfermline, Schottland; † 31. Januar 2006 in Oxford; eigentlich Moira King) war eine britische Tänzerin und Schauspielerin.

## Leben
Moira Shearer wurde als Tochter des Filmtontechnikers Harold Charles King und Margaret Crawford Reid, geborene Shearer, in Morton Lodge, Dunfermline, Schottland, geboren. Im Jahr 1931 übersiedelte sie mit ihrer Familie nach Sambia, damals Nordrhodesien, wo ihr Vater in der Stadt Ndola eine Stellung als Ingenieur übernahm und sie ersten Tanzunterricht erhielt. Nach der Rückkehr nach Großbritannien, 1936, besuchte sie die Schule in Bearsden, Schottland, und nahm einige Monate Tanzunterricht bei Flora Fairbairn in London, bevor sie am Nicholas Legat Studio als Schülerin aufgenommen wurde, wo sie unter anderem bei Nikolai Sergejew lernte.
1941 debütierte Shearer als Balletttänzerin, seit 1942 tanzte sie am königlichen Ballett bei Sadler’s Wells, wo sie bis zur Primaballerina aufstieg. Schon mit 16 war die für ihre roten Haare berühmte Tänzerin ein internationaler Star. Bis 1952 tanzte sie alle klassischen Rollen und auch in neuen Stücken. Ihre erste Rolle am Royal Opera House in Covent Garden 1946 war Dornröschen. Unter anderem in der Rolle der Titania in Shakespeares Sommernachtstraum unternahm sie zwischen 1949 und 1951 mehrere Tourneen durch die Vereinigten Staaten und Kanada.
Nach der Geburt ihrer Tochter Alisa war Shearer längere Zeit krank und beschloss, das Tanzen aufzugeben: 1956 begann sie mit einem Auftritt am Old Vic in Bristol als „Major Barbara“ eine zweite Karriere als Schauspielerin. In Kinofilmen trat sie jedoch nur sporadisch auf. Schon 1948 feierte sie im Ballettfilm Die roten Schuhe (The Red Shoes) in der Rolle der Victoria Page einen großen Erfolg. Die roten Schuhe wurden so sprichwörtlich und mit ihr verbunden, dass der Sydney Morning Herald 1952 die Geburt ihrer Tochter mit der Schlagzeile „Pink Booties for Red Shoes“ verkündete. Ihre zweite bedeutende Rolle war in Augen der Angst (Peeping Tom, 1960, Regie: Michael Powell). Sie moderierte den Eurovision Song Contest 1972 in Edinburgh.
Moira Shearer war mit dem Fernsehmann und Autor Sir Ludovic Kennedy verheiratet; aus der Ehe gingen drei Töchter und ein Sohn hervor.

## Filmografie
- 1948: Die roten Schuhe (The Red Shoes)
- 1951: Hoffmanns Erzählungen (The Tales of Hoffmann)
- 1953: War es die große Liebe? (The Story of Three Loves)
- 1955: Der Mann, der Rothaarige liebte (The Man Who Loved Redheads)
- 1959: Augen der Angst (Peeping Tom)
- 1960: Carmen 62 (1-2-3-4 ou Les Collants noirs)
- 1987: A Simple Man (Fernsehfilm)